# Apharyngostrigea pipientis
Apharyngostrigea pipientis är en plattmaskart. Apharyngostrigea pipientis ingår i släktet Apharyngostrigea och familjen Strigeidae. Inga underarter finns listade i Catalogue of Life.